# Maruja Callaved
Maruja Callaved Gastón (Jaca, 30 de mayo de 1920 - Madrid, 9 de enero de 2018) fue una presentadora, periodista, directora y realizadora de televisión española. Desarrolló su carrera profesional en Radio Televisión Española. En la década de los sesenta fue presentadora del Telediario.

## Biografía
Nació en Jaca, en la provincia de Huesca en 1920. Hija de Isidro Callaved y de Juana Gastón. Estudió el bachillerato en el instituto de enseñanza media Domingo Miral de Jaca, se graduó en Magisterio en Huesca y comenzó la carrera de Filosofía y Letras en la Universidad de Zaragoza. Con apenas 20 años, ya ejercía como profesora en el Liceo Francés de Barcelona. Su matrimonio con Antonio Mejía la llevó a desplazarse a Madrid donde desarrollo su carrera aunque ya en la Universidad de Zaragoza a los 18 años empezó como locutora.
En Madrid empezó a trabajar como locutora en la emisora de radio La Voz de Madrid. En 1958 se incorporó a Televisión Española, donde desarrolló su carrera profesional primero como locutora, después como presentadora y más adelante como directora y realizadora de programas. 
Comenzó en los estudios de TVE del Paseo de La Habana como locutora de continuidad del espacio Club del sábado (1958-1959). Se incorporó a los servicios informativos trabajando en Panorama de actualidad, con Tico Medina. A mediados de la década de los sesenta fue una de las primeras mujeres en presentar el Telediario. En 1963 recibió el Premio Antena de Oro, por su labor en televisión. Hasta finales de la década de los sesenta perteneció a los servicios informativos de TVE departamento del que fue desvinculándose de manera gradual.
Su popularidad aumenta con el programa Vamos a la mesa (1967), el primer programa de cultura gastronómica en televisión. Callaved recibió el encargo de crear un programa “para antes del telediario que atrapara básicamente a las mujeres que en esos momentos estaban preparando la comida”. Primero se emitió de lunes a viernes a partir de las 14.15 durante un cuarto de hora. Se hablaba de alimentación, productos, dietas sanas y recetas. Al año siguiente se emitió después del Telediario a las 15,30 y llegó a contar en esta fase con colaboradoras especialistas. En ese tiempo empezó a colaborar en medios escritos con secciones culinarias. Este programa es predecesor de otros programas de cocina que triunfarían décadas después como Con las manos en la masa de Elena Santonja o El menú de Karlos Arguiñano.
De 1968 a 1970 presentó el programa Nivel de vida (1968-1970) junto a Blanca Álvarez donde se incluían, además de la cocina y la gastronomía, secciones sobre decoración, salud y cosmética.
En los años 1970 se puso detrás de la cámara y pasó a la dirección y la realización, triunfando con programas como Aquí y Ahora (1975) presentado por José Luis Uribarri iniciando la etapa de los magazines posteriores al telediario y en la dirección del programa Gente, presentado por Isabel Tenaille y Gente hoy (1976-1981) un programa de entrevistas, Mari Cruz Soriano que le valió el Premio Ondas de 1977.
En 1975 su colega Josefina Carabias con motivo de un homenaje que le rindieron un grupo de periodistas y escritoras dijo de ella que tenía "ángel" y sabía hablar muy bien. "Es una mujer moderna, de gran talento, con preparación intelectual, buenos conocimientos universitarios y gran capacidad de organización y trabajo".
Una de sus últimas apariciones en pantalla fue durante la gala de los  XVI Premios Iris en 2014 otorgados por la Academia de la Televisión a la que pertenecía, compartiendo escenario con los miembros del programa Masterchef quienes la reconocieron como precursora.
En 2017 fue homenajeada en Huesca, en el I Congreso del Producto y la Gastronomía de los Pirineos. Esta fue una de sus últimas apariciones públicas.
Murió el 9 de enero de 2018 a los 97 años en Madrid.

## Premios y reconocimientos
- 1963 Premio Premio Antena de Oro, por su labor en televisión
- 1967 Premio Nacional a la mejor locutora-presentadora de TVE[6]
- 1976 Premio Sueldo Jaqués del Ayuntamiento de Jaca[6]
- 1977 Premio Ondas por Gente hoy